# Ordnance QF 20 lb
Il Ordnance QF 20 pounder (denominato anche 20 pounder,  20 pdr o solo 20-pr) era un cannone da carro armato britannico calibro 84 mm (3.307 pollici). Venne introdotto nel 1948 e montato sul carro da battaglia Centurion, sul carro armato medio Charioteer e sul carro armato pesante Conqueror. Il pezzo era destinato a sostituire l'Ordnance QF 17 lb da 76,2 mm, che aveva dato buona prova durante la seconda guerra mondiale. Tuttavia il 20 pdr venne ritenuto inadeguato contro le corazze dei carri sovietici T-54 e i pezzi in servizio vennero quasi totalmente rimpiazzati dal più potente Royal Ordnance L7 da 105 mm.

## Storia

### Progettazione ed evoluzione
Il cannone fu sviluppato dalla Royal Ordnance Factories. Montato sul Charioteer, venne sviluppato in due modelli:
- Model A senza estrattore di fumi.
- Model B dotato di estrattore di fumi.

Il successivo 105 mm L7 venne sviluppato dal 20 pdr nel 1954, ottenuto per rialesatura della canna da 84 mm.

### Impiego operativo
Il cannone venne montato principalmente sul carro Centurion, entrando in azione con le forze britanniche e australiane nelle guerre di Corea e del Vietnam. Quando un T-54A sovietico venne consegnato all'ambasciata inglese di Budapest dai ribelli durante la rivoluzione ungherese del 1956, dall'analisi della sua corazzatura e del cannone da 100 mm i militari inglesi conclusero che il loro pezzo da 84 mm sarebbe stato inefficace contro tali mezzi. Queste conclusioni portarono allo sviluppo del cannone da 105 mm.
Un cannone da 20 pdr venne installato sul secondo prototipo del carro medio svizzero Panzer 58, in sostituzione del pezzo da 90 mm Kanone 1948 di produzione locale. I carri di serie vennero poi dotati del pezzo da 105 mm L7.

## Prestazioni
Il proietto perforante APCBC aveva una velocità alla volata di 1.020 m/s e poteva penetrare 210 mm di acciaio omogeneo. Tuttavia, questi proietti convenzionali venivano utilizzati raramente.
Il proietto APDS aveva una velocità iniziale di 1.465 m/s e il APDS Mk. 3 poteva penetrare 330 mm di acciaio omogeneo a 910 m e 290 mm a 1.800 m. Contro piastre inclinate, il proietto APDS aveva una capacità di penetrazione ridotta a 87 mm e 77 mm di piastre di acciaio omogeneo inclinato di 60° rispettivamente a 910 e 1.800 m, corrispondenti rispettivamente a 174 mm e 154 mm a tiro teso.
Oltre ai proietti perforanti, erano disponibili proietti ad alto esplosivo (HE) e mitraglia anti-personale.

## Munizionamento

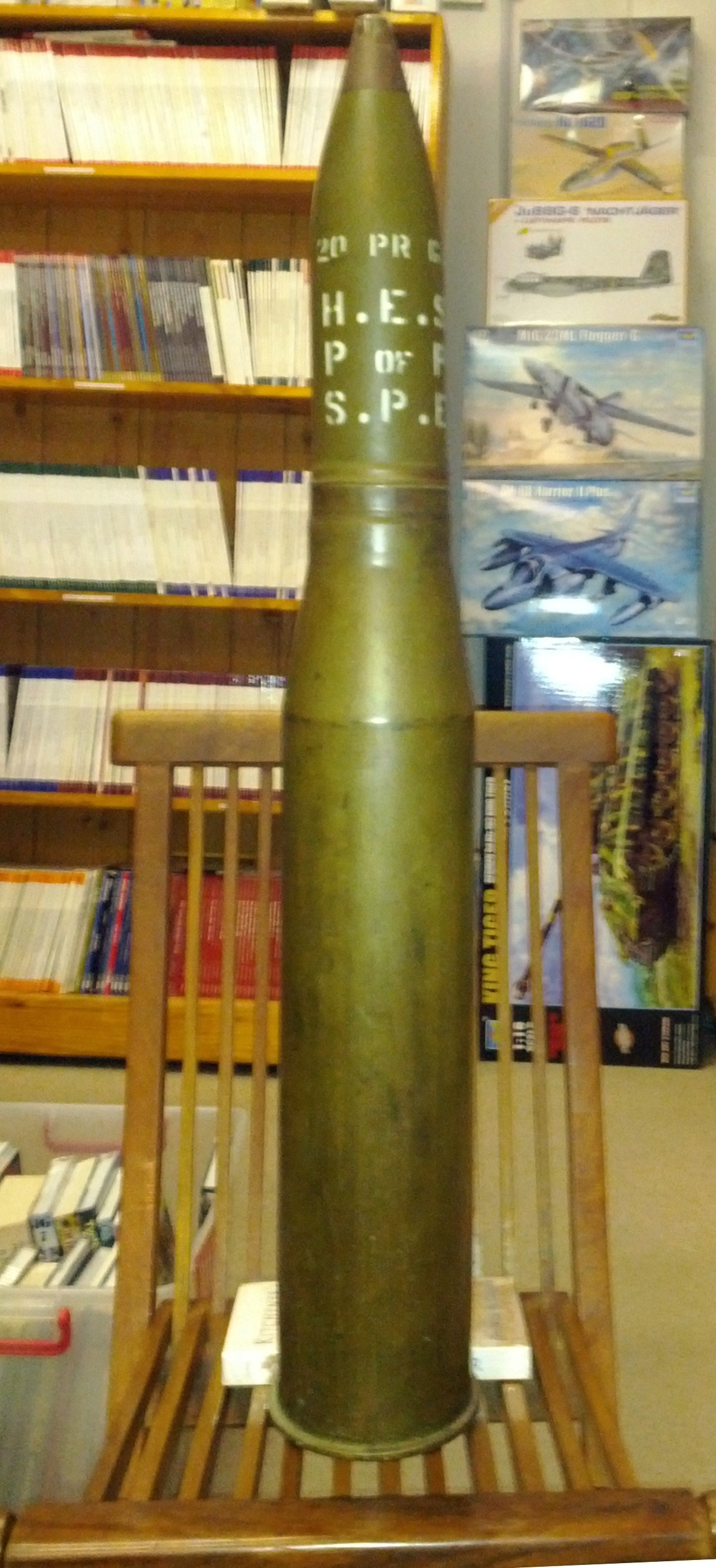
Un proietto HE da 20 pdr.

| Proietto  | Velocità alla volata |
| --------- | -------------------- |
| APDS      | 1.400 m/s            |
| HE        | 602 m/s              |
| Mitraglia | 910 m/s              |
| Fumogeno  | 251 m/s              |